# Latrodectus corallinus
Latrodectus corallinus es una especie de araña araneomorfa terídida del género Latrodectus, cuyas integrantes son denominadas comúnmente viudas negras. Habita en regiones templado-cálidas del centro del Cono Sur de Sudamérica.

## Taxonomía
Descripción original
Esta especie fue descrita originalmente en el año 1980 por el maestro, entomólogo, aracnólogo, herpetólogo y escritor argentino Jorge Washington Ábalos, con el mismo nombre científico.
Etimología
Etimológicamente, el término específico corallinus refiere al color rojo coral que poseen las bandas del abdomen.
Relaciones filogenéticas
Ábalos y Báez incluyeron esta especie en el grupo “mactans” por presentar tres espiras en la hembra, en los ductos de conexión de la espermateca así como en el émbolo del palpo copulador del macho.

## Características
Como en otros integrantes del género Latrodectus, en L. corallinus sus ojos se posicionan en dos filas, cada una cuenta con 4; los tarsos concluyen en 3 uñas; en la cara ventral del tarso IV, gruesas cerdas integran una estructura con forma de peine y en la hembra su abdomen es globoso. En esta especie el color general de la hembra es negro lustroso, distinguiéndose el dorso de su abdomen del de las otras especies del género por el número y disposición de las franjas y manchas gruesas de color rojo vivo, pudiendo estar limitadas por un minúsculo reborde amarillento. Su ooteca es construida con hilos finos y la ornamenta con pompones de seda, una característica particular de esta especie.

## Distribución y hábitat
Latrodectus corallinus se distribuye de manera endémica en la región del chaco semiárido sudamericano. En el norte de la Argentina habita desde las provincias de Salta y Formosa por el norte, a través de Chaco, Santiago del Estero, Tucumán y Catamarca hasta el norte de Córdoba.

## Peligrosidad
Esta araña no es agresiva, solo puede morder si se la intenta capturar o accidentalmente se la comprime sobre la piel. Es peligrosa para los seres humanos ya que cuenta con glándulas venenosas que producen latrotoxinas (una neurotoxina) las que son inoculadas en caso de una mordedura, especialmente si se trata de una hembra, ya que esta posee quelíceros de mayor tamaño, los que son más adecuados para penetrar en la piel humana.